# Ladislav Verecký
Ladislav Verecký (25. června 1955, Děčín – 21. dubna 2010), známý i pod pseudonymem Denis, byl český novinář, fejetonista, překladatel a spisovatel.
Vystudoval Filozofickou fakultu Univerzity Karlovy v Praze, obor bohemistika a anglistika.
Před rokem 1989 působil jako redaktor v nakladatelství Československý spisovatel. Od roku 1994 působil v magazínu Mladé fronty DNES, kde se specializoval na články o jazyku, rozhovory a pravidelně přispíval také do satirického okénka Objev dnes. Jeho příspěvky se objevovaly také na stránkách zpravodajského portálu iDNES.cz. Byl autorem několika knih, například biografie Michala Horáčka pod názvem Kdo víc vsadí, ten víc bere. Společně s Ivo Šmoldasem účinkoval v televizním pořadu Dementi.
Zemřel 21. dubna 2010 na zástavu srdce.
Jeho dcerou je básnířka a autorka rozhlasových a divadelních her Tereza Verecká, manželkou básnířka a psychoterapeutka Naděžda Verecká.